# 譲状
譲状（ゆずりじょう）は処分状（しょぶんじょう）とも呼ばれ、古代から中世にかけて、所領などの財産を親族などに譲渡する際にその事実を証明するために所有者が譲渡相手に対して作成した証文のこと。

## 解説
一般的には相続による遺産配分に関する取り決めを被相続人で作成者から相続人である親族に渡すケースが多かった。単独相続制の成立した室町時代中期以後はほとんど作成されなくなる。以後も戦国時代にかけては家督相続の後継者に選んだ親族に対してその正当性を示すために渡される事もあったが、次第に置文などの形式に替わってゆくことになる。
なお、譲状と処分状は書式において違いがある（譲状には冒頭において必ず「譲与（譲り与う）」という文言が記された）ものの、その趣旨・内容に関してはほぼ同じものである。また、僧侶が自ら住持する寺院を弟子などに譲渡する場合には同様の目的を持った付属状（ふしょくじょう）が作成された。
平安時代前期の10世紀初頭より、目上の相手に譲渡の約束を保証してもらうために「解」の書式を取った文書が作成された。平安時代後期に入ると、一定の書式が定められるようになり、文書も直接譲渡相手に渡されるようになった。譲状であれば、「譲与～～事」という書き出しに始まり、「譲渡（譲り渡す）○○」と譲与文言とその対象が書かれ、最後に「譲状如件（譲状件の如し）」で締めくくる様式であり、処分状であれば、冒頭あるいは文中に「処分」の語が入っているものとされていた。ただし、後日法的な証拠となりうる物であったから、日付は年号から書き、本人の自筆及び署名が求められ、証人の加判が必要とされた。なお、譲状や処分状の書式に従わない形式の文書によっても効力は生じたが、正式な証文とはみなされず、法的には不利な扱いを受ける事もあった。
前述のように譲状は相続など後日を期して効果を発揮する場合も多く、期日の到達以前に何らかの事情で譲状に書かれた譲渡の約束が取り消される場合も存在した。これを「悔返」と呼ぶ。悔返は公家法では認められていなかった（異説もある）が、武家法においては時間的に後から作成された譲状を有効としてこれを認めた。ただし、妻妾や子孫に対するものに限られ、兄弟などへの譲渡は他人への譲渡（他人和与）とみなされて悔返は認められなかった。このため、弟や甥に家督を譲る場合にも後日の事を考えて養子として親子関係を結ぶことが行われるようになった。
鎌倉幕府は御家人の義務遂行能力の確保の観点からその所領相続の円滑化に関心を抱き、譲状を幕府に提出させ、それに応じて惣領には下文（将軍家政所下文）、庶子には下知状（関東下知状）という形式の安堵状を与えて内容を保障していたが、嘉元元年（1303年）以後においては、惣領・庶子ともに下知状に倣う形式で譲状の袖（外題）に「安堵」の文字を加えて外題安堵も行われた。室町幕府も安堵方という役職を設置して同様の処理を行った。